# 李麟 (諸城貢生)
李麟（？—？），山东诸城人，清朝政治人物。贡生出身。

## 生平
1747年接替李宏儒任华亭县知县一职，1748年由余畅接任。